# ICMP tunneling
ICMP tunneling é uma técnica utilizada em redes de computadores, que usa o protocolo ICMP para transmissão de dados.
A sua primeira aparição ocorreu na e-zine Phrack. O conceito da técnica se diz a inserir no ICMP qualquer tipo de dados, transmiti-los, e em outro host um programa específico leria e separaria os dados do pacote. O túnel não é o protocolo em si dentro de outro, e sim de dados em um protocolo que não foi feito para carregar esse tipo de informação.
Isso se torna possível porque não existe verificação alguma se os dados são do protocolo em si, sendo assim eles passam tranquilamente pelo sistema operacional, firewalls e afins, tornando possível criar um túnel de comunicação por um protocolo não-orientado a conexão.